# Dipterocarpus globosus
Dipterocarpus globosus — вид тропических деревьев из рода Диптерокарпус семейства Диптерокарповые.
Dipterocarpus globosus произрастает в Малайзии и Индонезии. Является эндемиком острова Калимантан. Встречается на жёлтых песчаных почвах, на высоте ниже 400 метров над уровнем моря. Высота ствола дерева может достигать 65 метров. Кора бледная, имеет серовато-коричневый цвет.
Охранный статус Dipterocarpus globosus — CR — виды, находящиеся на грани полного исчезновения.